# Anoda
Anoda is een geslacht van bloeiende planten in de Kaasjeskruidfamilie. Het geslacht kent 23 of 24 soorten. De meeste soorten zijn inheems in Midden- en Zuid-Amerika.

## Beschrijving
De planten zijn kruiden. De stengel is opstaand. De vruchten zijn schijfvormig uit segmenten opgebouwd.

## Taxonomie
Enkele soorten zijn:
- Anoda abutiloides
- Anoda crenatiflora
- Anoda cristata
- Anoda lanceolata
- Anoda pentaschista
- Anoda reticulata
- Anoda thurberi